# 開志専門職大学
開志専門職大学（かいしせんもんしょくだいがく、英語: Kaishi Professional University）は、新潟県新潟市に本部を置く私立の専門職大学である。

## 沿革
- 2019年11月 - 文部科学省より認可。
- 2020年
  - 4月 - 新潟県初の専門職大学として開学[1]。事業創造学部・情報学部の2学部を開設。
  - 11月16日 - アニメ・マンガ学部の設置認可[2]。
- 2021年4月 - アニメ・マンガ学部を開設。

## 建学の精神
『自学　挑戦　創造　貢献』
自ら課題を設定し、自ら学び考えて、それを解決する人間となる。
指示待ち人間ではなく、自ら前に踏み出す勇気のある人間となる。
独創性を発揮して、大小を問わず新しい価値を創造する人間となる。
地域、日本、世界で活躍し、社会の発展に貢献する人間となる。

## 組織
- 事業創造学部 事業創造学科
- 情報学部 情報学科
- アニメ・マンガ学部 アニメ・マンガ学科

## キャンパス

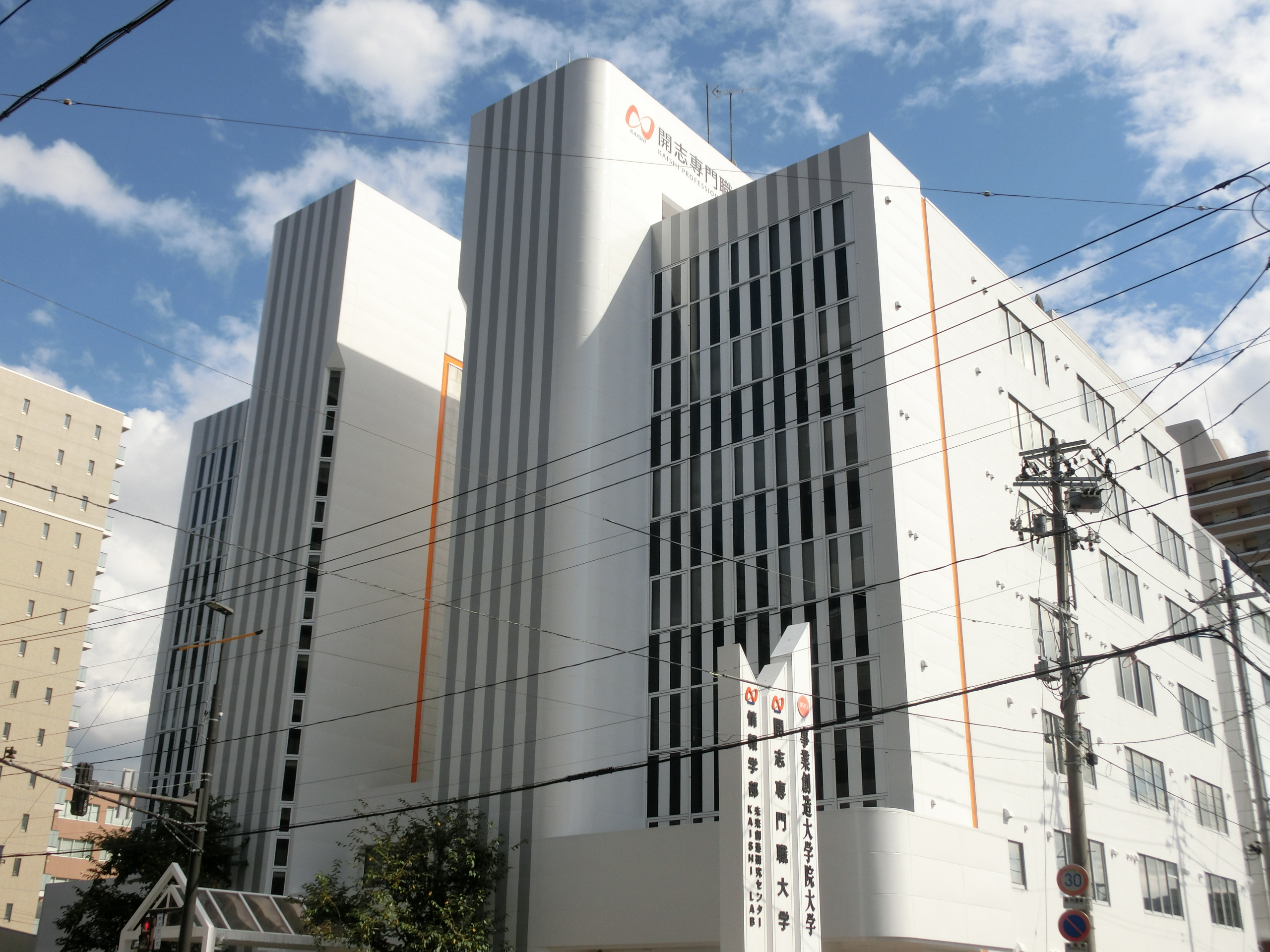
米山キャンパス

- 紫竹山キャンパス（新潟市中央区紫竹山6-3-5）
  - 新潟交通 S6 長潟線・S7 スポーツ公園線 「弁天橋」バス停下車、徒歩約1分
- 米山キャンパス（新潟市中央区米山3-1-53）
  - JR新潟駅南口から徒歩約3分
- 古町ルフルキャンパス（新潟市中央区古町通7番町1010 古町ルフル10F・11F）
  - BRT萬代橋ライン「古町」停留所から徒歩約1分